# Arènes municipales de Soustons
Les arènes de Soustons, (arènes Henri Canelas), dont la première construction remonte à 1914sont les arènes municipales de la commune de Soustons située dans le département français des Landes, dans la région Nouvelle-Aquitaine. Elles peuvent contenir 7 000 personnes selon l'étude de Jean-Baptiste Maudet, 3500 selon les chiffres donnés sur le site Torofiesta.

## Présentation
Ce sont des arènes municipales fixes, construites en béton, avec une tribune en bois remarquable. Elles ont été rénovées de 2010 à 2011 selon un programme important en deux étapes qui comprend notamment le renforcement des gradins, de la charpente métallique et des portiques. 

## Tauromachie
Elles sont surtout dédiées à la course landaise et donnent peu de Corridas formelles. La proportion générale par an est de 1 corrida pour 13 courses landaises . Les corridas sont principalement des novilladas non piquées, la première ayant eu lieu en 1948. En 2013 le programme annonce ce spectacle pour le 11 août. La feria principale a lieu début août pour la course landaise.

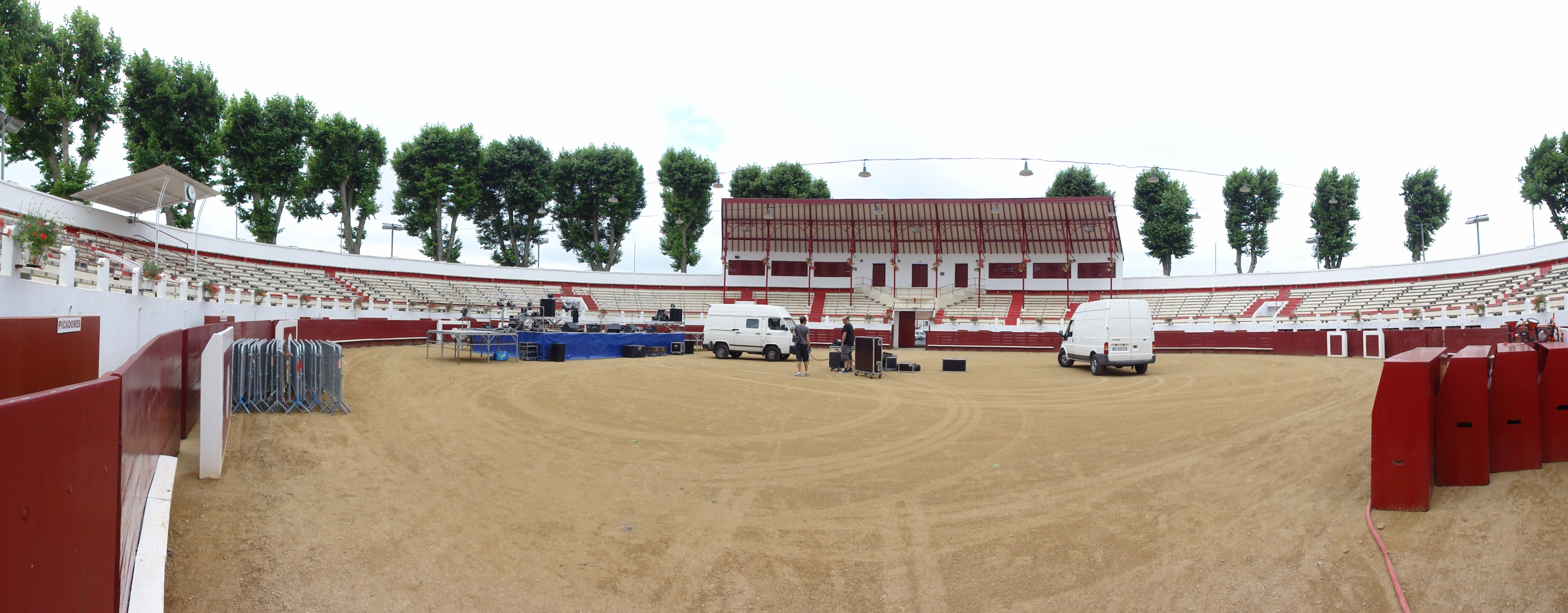
Vue panoramique intérieure des arènes de Soustons

## Cinéma
Des scènes de Marion, court métrage dramatique britannico-français, sont tournées dans les arènes de Soustons en juillet 2023.